# بويان ميهايلوفيتش
بويان ميهايلوفيتش هو لاعب كرة قدم صربي في مركز الوسط، ولد في 16 ديسمبر 1973 في جمهورية يوغوسلافيا الاشتراكية الاتحادية. لعب مع رادنيتشكي نيش ونادي أو إف كيه بيوغراد ونادي دوبوسيكا ونادي رابوتنيتشكي ونادي ميتالورغ سكوبيه.